# Piemontese
La piémontaise, razza bovina Piemontese en italien est une race bovine italienne.

## Origine
De nombreuses sources font remonter l'origine de cette race bovine à un croisement entre Bos taurus, le bœuf eurasiatique et Bos taurus indicus le zébu, il y a près de 25 000 ans. Cette race serait ensuite arrivée en Italie avec la migration du peuple qui l'a domestiqué, perdant en route une partie des caractères morphologiques de son ancêtre zébu. Elle est élevée dans le Piémont qui lui a donné son nom.
L'effectif est stable, en 2010 elle comptait environ 150 000 vaches, dont 135 000 inscrites au Herdbook.

## Morphologie
La robe est blanche avec des variantes légèrement couleur "froment" et les muqueuses sont noires. Chez le taureau, le garrot et parfois la croupe sont plus sombre, en dégradé de gris. 
C'est une race de taille moyenne mais lourde : 145 cm pour 700 kg chez la vache et 150 cm pour 900 kg chez le taureau.

## Aptitudes

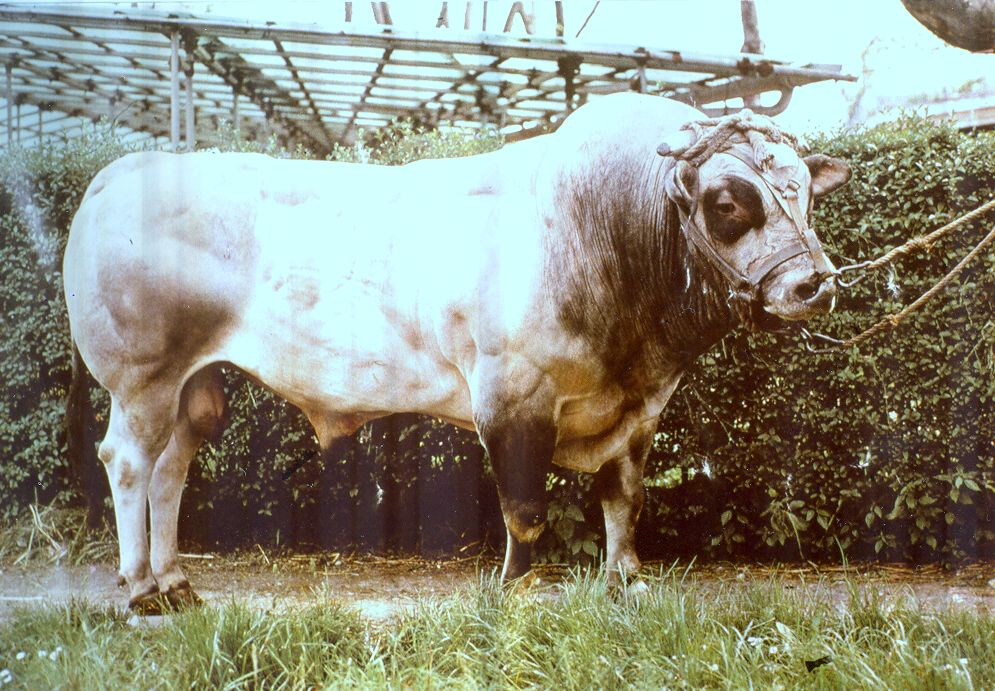
Un taureau de race piemontese

C'est une race bouchère avec fixation de l'hypertrophie musculaire (caractère culard)
Cette race à viande est localisée en Italie, principalement dans le Piémont. C'est de loin la plus grande race à viande italienne mais les effectifs sont limités (150 000 vaches).
La Piémontaise a des qualités bouchères exceptionnelles associées à de bonnes qualités maternelles malgré le caractère culard.
- viande peu grasse avec un excellent rendement de carcasse : 68 % pour les taurillons et 65 % pour les génisses.
- une bonne musculature avec une ossature très fine et le meilleur rapport viande sur os des races à viande,
- tendreté très importante, on peut dire qu'elle est la reine de la tendreté parmi les races à viande et d'une qualité très supérieure à la Bleue Blanc Belge, tendre certes mais sans goût prononcé,
- quasiment pas de perte dans la cuisson,
- très belle couleur rouge avec peu de gras. Curieusement cette absence de gras ne lui diminue pas le goût notamment dans les morceaux à cuisson rapide,
- elle a peu de cholestérol,

La piémontaise est une race précoce, c'est-à-dire que les dépôts adipeux se font en jeune âge, les taurillons sont donc abattus de 13 à 18 mois pour des poids allant de 550 à 700 kg pour les mâles et de 350 à 450 kg pour les femelles.
La piémontaise est très bien valorisée dans sa zone d'élevage traditionnel car elle est très liée au territoire. Elle a plus de mal à être appréciée dans d'autres zones d'Italie ou d'Europe. Elle est toutefois présente dans plus de 40 pays du monde entier, en race pure mais surtout en croisement sur les races locales allaitantes ou en croisement industriel sur les races laitières.
En France elle a été utilisée massivement pour améliorer les productions bouchères de la race Gasconne des Pyrénées et elle a également contribué, même si de manière limitée, à la création de la race Blonde d'Aquitaine.